# Kasrāb
Kasrāb (persiska: کسراب) är en ort i Iran.   Den ligger i provinsen Khorasan, i den östra delen av landet, 900 km öster om huvudstaden Teheran. Kasrāb ligger 1 637 meter över havet och antalet invånare är 324.
Terrängen runt Kasrāb är kuperad åt sydost, men åt nordväst är den platt.  Trakten runt Kasrāb är nära nog obefolkad, med mindre än två invånare per kvadratkilometer. Närmaste större samhälle är Nāz Dasht, 15,8 km nordost om Kasrāb. Trakten runt Kasrāb är ofruktbar med lite eller ingen växtlighet.